# Tersilochus curvator
Tersilochus curvator là một loài tò vò trong họ Ichneumonidae.